# Próby dla wymarłych organizmów
Próby dla wymarłych organizmów (Rehearsals for Extinct Anatomies) – animacja braci Quay z 1988 roku.
Początkowo pierwszy po entuzjastycznie przyjętej przez krytyków Ulicy krokodyli projekt braci miał być swobodną adaptacją wątków z twórczości Kafki, i z myślą o nim Quayowie poprosili kompozytora Lecha Jankowskiego o muzykę do tego nigdy niepowstałego, z nieznanych przyczyn, filmu.
Animacja którą bliźniacy zdecydowali się ostatecznie nakręcić, była ich pierwszym całkowicie czarno-białym filmem. Kamera dynamicznie przesuwa się przez wymyślne dekoracje, pokazując pod różnym kątem ukryte znaczenia krzyżujących się czarnych linii, kodów paskowych czy wzory tapet.
Inspiracją dla Quayów tym razem miał być obraz Jeana-Honoré'a Fragonarda Le Verrou, a także działalność kuzyna malarza, anatoma Honoré'a Fragonarda (1732–1799).